# 马鞍山烧人事件
马鞍山烧人事件是指於香港反修例運動期间的2019年11月11日，一名57歲李姓男子先在馬鞍山站內與參加“黎明行動”的示威者追逐及互毆，以阻止示威者破壞港鐵站，及後在马鞍山海柏花园往馬鞍山公共圖書館方向的行人天桥上被一名黑衣蒙面人士泼易燃液體放火焚烧导致严重受伤的事件。警方列企圖謀殺案處理。

## 经過
2019年11月11日中午，一名57岁姓李男子在馬鞍山站与多名示威者发生口角及拉扯。后李追示威者至馬鞍山廣場連接馬鞍山公園的行人天橋上，并在天桥上被多名示威者围殴。
根据网上视频显示，双方在天桥上并无肢体接触，李曾斥责示威者「你哋全部都唔係中國人！」（你們全都不是中國人！），而示威者則反呛「走啦，返大灣區啦！」（滾啦，滾回去大灣區！）。口角过程中，一名黑衣戴帽蒙面示威者突然向李全身淋潑易燃液體並点燃。李随即全身起火，向後跑並脫下上衣等待救援；而放火燒人者则乘亂逃脫。

## 後續

### 傷勢及治療情况
隨後李被送往沙田威爾斯親王醫院就医，四成皮膚二級燒傷，包括手、腳、面及胸口，最初在加護病房治療，情況危急。李在受傷當周接受雙手植皮手術，但仍昏迷，為免受感染，在医院深切治療部接受隔離，待胸部、腹部及臉部植皮手术。经过两次植皮手术，李伯逐渐脱离危险；有消息人士表示「他（李伯）的危殆一直都不是瀕死的那種危殆」。11月22日，媒体引述香港立法会议员葛珮帆的消息，李已经苏醒，并且已能开口说话，病情稳定。李稱“最想回家睡觉、到街上走走，最想喝啤酒。”

### 警方列企圖謀殺案處理
警方將该案件列企圖謀殺處理。警察公共關係科總警司謝振中在2019年11月11日的警方記者會表示，事發前有示威者打爛馬鞍山站設施，李曾與示威者有過追逐，其後被示威者毆打，後有暴徒向李伯身上淋易燃液體，將他全身燒着，案件交新界南總區重案組以傷人方向調查。謝批評暴徒的行為是濫用私刑，想取人性命。
2020年6月9日，警方發佈懸紅公告，呼籲公眾人士如有關於此案的消息，或知悉兇徒的身分或其下落，盡速與警方聯絡。如在懸賞通告有效期內報訊，使兇徒落網並遭受滿意檢控，可得賞金40萬元（懸賞通告 : 2020年第2號）。

### 兩男女涉非法集結
警方經一周追查後，在2019年11月18日分別在機場警區及灣仔警區，以涉嫌非法集結拘捕一名37歲女子陳海雲及一名39歲男子鄺耀文。11月20日，两名嫌犯在東區裁判法院接受審訊。法官暫控两嫌犯各一項“公眾地方作出擾亂秩序行為”罪，以現金1000港元保釋，期間不得再进入涉案天橋，案件押後至2020年1月29日再訊。
2020年8月17日，裁判官裁定兩人罪名不成立。裁判官認為兩名被告沒有意圖危害事主的人身安全，對於控方宣稱兩名被告煽動他人點火，裁判官指出根據片段及證詞，事主李某雖然曾經離開但又因不忿而折返，繼續在天橋與不同政見的群眾對罵，當時在天橋上也有非穿著黑衣的人士在叫囂，但眾人都表現克制，屬於「動口不動手」，而對罵期間並沒有人表示要傷害李某，雖然女被告曾大叫「走啦！返大灣區啦！」，男被告則叫「你走啦，中國人！」，但事主李某亦回以粗口，片段也顯示李某當時並沒有感到受驚而離開，李某作供時亦承認當時在天橋上並沒有任何人阻止他離開，至於李某其後被點火是屬於意料之外，對於控方稱事件由這兩名被告造成有極大保留。对于这一判决结果，李姓男子表示“感到不开心，觉得不公道”。律政司其後於同年10月就此案判決提出上訴。案件於2023年5月17日在高院處理。律政司一方陳穎琛指，本案中即使兩夫婦的言語及行為沒有鼓吹暴力，但關鍵在於他們會否引起，或相當可能引起其他人使用武力，或威脅使用武力，而原審官當時沒有考慮涉案中年漢 X 反應。當時 X 見黑衣人破壞設施，於是上前喝罵而被人追打，當黑衣人四散後，X 再走到行人天橋與現場人士爭執。律政司同時指原審未充份考慮香港社會環境。而答辯方稱若二人行為引事主施襲，被檢控者應是事主。法官張慧玲聽畢雙方陳詞後，擇日頒下判詞。到6月9日，高院法官張慧玲頒下裁決，認為夫婦喧嘩行為「可說是火上加油」，帶有挑釁性，而原審裁決時法律上有出錯，將案發還原審裁判官席前，根據現有證據，再就高院提供的法律觀點，重新考慮二人裁決。夫婦一方指，裁判官對證人作供的記憶或已不穩妥，發還案件予原審對二人不公，張慧玲反駁指，原審毋須重新聽取證供，又指反而因法律上出錯而判無罪，是對律政司不公。2023年8月29日，原審裁判官林希維在東區裁判法院，裁定2人罪名成立，判囚5周。林希維指，部分現場人士情緒高漲、指罵事主，被告說話是火上加油。控罪屬預防性質，認為被告行為確能造成實際及逼切風險，拒絕判處非監禁刑罰。被告申保釋候上訴被拒。

### 被通缉两男子潜逃
2021年1月15日，香港警方通报，涉案的另两名男子（分别为17歲和25歲），已於2019年11月至12月期間乘搭飛機潛逃海外，警方正通緝該兩名疑犯。据悉，兩人乘飛機潛逃海外後，再轉往台灣。警方調查亦顯示，兩名被通緝男子的離港機票由另外兩名男子購買，因此警方於14日於柴灣和元朗以「協助逃犯」罪拘捕兩名60歲和39歲男子，2人分別報稱司機和日語教師。兩人已獲准保釋候查，須於2月下旬向警方報到。

### 籌款活動
2019年11月19日，上海报业集团旗下澎湃新闻、香港大公文汇传媒集团旗下《大公报》及全媒体新闻中心联合上海市慈善基金会发起“香港李伯罗伯专项救助”项目，向在此事件中受伤的李姓老伯和在上水老翁被磚擊中事件中去世的罗姓老伯开展募捐活动，活动原计划在一个月的时间内为两个家庭各筹集100万元人民币的救助基金。由于同时捐款人数较多，捐款网站一度出现宕机，技术人员也进行了抢修。截至当晚11时，此次捐款总额达到目标，共计210万元人民币，共有31809人捐款，历时仅8小时。其中演员黄晓明、向佐为此笔基金分别捐助5万元。

## 各方反应

### 香港
事发后，網民在“连登”上展开讨论放火烧人是否过分，超过5000人认为不过分，只有300多人认为过分，认为责任和原因主要在政府及早上的西灣河開槍事件上。行政長官林鄭月娥表示该事件「令人髮指」，示威者燒人的行為将令市民擔心日後出行安全及言論自由。立法会议员陈克勤在脸书粉丝专页上称烧人事件“灭绝人性”。立法会议员毛孟静在脸书粉丝页上称行凶者的行为完全无法接受，极为错误、十分野蛮。全国政协副主席、前特首梁振英在脸书发帖喊话毛孟静，要她带一众泛民议员公开和“黑衣暴徒”割席。因7月30日葵涌警署外衝突而成名的“光头警长”劉澤基在微博上怒斥行凶者为“人渣”。香港中文大学政治与行政学系高级讲师蔡子强在接受德国之声访问时表示，因为政府迟迟不肯透过政治途径来解决现下“混乱的局面”。当政府完全依赖警察来解决问题时，香港社会对立的局面将越来越严重。当对立情况越来越严重时，各方承受的压力也越大，这也容易深化各方对彼此的仇恨。当人民对另一方充满仇恨时，他们将失去自制的能力，并认为暴力是解决眼前问题的唯一方法。蔡同時認為任何暴力行为都是不对的，而任何一方的暴力行为都该受到谴责。12月14日，立法會議員葛珮帆和財政司司長陳茂波前往醫院看望李伯。

### 中国大陆
国务院港澳办新闻发言人杨光就此事表示强烈谴责，要求尽快缉捕凶犯，依法惩处。香港中联办负责人发表声明指出，坚决支持香港特区政府采取一切必要措施尽快止暴制乱、恢复秩序，依法缉捕凶犯、严惩暴力行径。
《环球时报》发表社评文章《香港暴徒点燃反对者，已与IS无异》，将行凶者与伊斯兰国恐怖主义组织相提并论，称烧人行为“令人发指”，批评示威者口中宣称追求民主自由，却不容许与之立场相反的人表达意见，是“恶毒、原始的专制主义狂热”。

### 歐美
美國國務院關切香港情勢，譴責各方暴力行為，並呼籲警察與示威者保持克制，並重申總統特朗普呼籲以人道方式解決香港的示威活動。英國外交部關注示威者和警方之間的暴力升級，呼籲雙方透過對話尋找出路。

## 特技演员及自焚谣言
事件发生后，社交網站一度流傳香港编剧萧若元的「爆料录音」，稱燒人事件「係假嘅、係拍戲嘅」，稱被烧男子为特技演員，是因为身上塗有拍戲用的易燃物才會瞬間著火，被淋的液體是道具才很快便熄滅，並指稱被烧男子是收200萬港幣報酬后製造輿論。其后醫管局發聲明澄清，确认伤者已被沙田威爾斯親王醫院收治，情况危殆。警察公共關係科總警司謝振中駁斥網上有指傷者是自焚的說法，并質疑示威者宣称警察是殺人犯为“賊喊捉賊”。蕭若元在得知男子送院情況危急后表示無條件收回此前言論並對誤導大家做出道歉。

## 备注
1. ↑  據其妻稱，李被診斷為五成皮膚燒傷[7]

## 外部連結
- Speakout 港人講地. . Youtube.   [2019-11-15]. （原始内容存档于2020-11-30）.
- memehongkong. . Youtube.   [2019-11-23]. （原始内容存档于2021-01-31）.